# Да будет свет (фильм, 1946)
«Да будет свет» (англ. Let There Be Light) — американский чёрно-белый документальный фильм режиссёра Джона Хьюстона. Премьера фильма состоялась 16 декабря 1980 года.

## Сюжет
Государственная больница Эджвуд (англ. Edgewood State Hospital), Лонг-Айленд, Нью-Йорк, 1944 — 1946 годов. Жизнь семидесяти пяти американских солдат, проходящих психологическую реабилитацию, от их поступления в психиатрическую клинику до окончательного выздоровления.

## Над фильмом работали
- Режиссёр: Джон Хьюстон
- Сценаристы: Джон Хьюстон, Чарльз Кауфман (нет в титрах)
- Композитор: Дмитрий Тёмкин (нет в титрах)
- Операторы (нет в титрах): Стенли Кортес, Джон Доран, Ллойд Фромм, Джо Джекман, Джордж Смит
- Текст читает: Уолтер Хьюстон (нет в титрах)

## Признания
Участник программы «Особый взгляд» Каннского кинофестиваля в 1981 г.. В 2010 году внесён в Национальный реестр фильмов Национального совета США по сохранности фильмов.

### Рецензии
- Pantheon movie of the month - LET THERE BE LIGHT (1946)
- Review by Kenneth George Godwin
- Review by Robert T. Trate Архивная копия от 8 июля 2019 на Wayback Machine
- Review by Marilyn Ferdinand
- Review by JAKE COLE
- Hollywood goes to war – The documentaries of «Five Came Back» on Netflix